# Don't Hug Me I'm Scared
Don't Hug Me I'm Scared (souvent abrégé DHMIS) est une web-série animée surréaliste britannique créée par les réalisateurs Becky Sloan et Joseph Pelling. Elle est actuellement constituée de six épisodes sortis entre le 29 juillet 2011 et le 19 juin 2016 sur le site internet des artistes puis sur YouTube et Vimeo.
Chaque épisode commence comme une série pour enfant typique avec des marionnettes anthropomorphiques dans la veine de Sesame Street, mais connaît un retournement de situation lors de son climax, habituellement incluant du contenu psychédélique dérangeant avec de la violence graphique et des jump scares. Cependant, dans le même temps, la série parodie les émissions pour enfants en juxtaposant ironiquement les marionnettes et les chansons entraînantes avec des contenus matures.
Les six épisodes de la saison 1 ont pour sujet la créativité, le temps, l'amour, la technologie, l'alimentation équilibrée, les rêves.

## Synopsis
Chaque épisode est centré sur un personnage jaune, un personnage rouge et un personnage canard qui rencontrent différents personnages anthropomorphiques qui réalisent un spectacle musical à propos de concepts basiques de tous les jours avec une mélodie entraînante similaire à une chanson enfantine. À mesure que la chanson avance, il devient évident que sa morale ou son message soit dénué de sens ou contradictoire et que le personnage chantant a des intentions biaisées ou sinistres. Le climax de chaque épisode implique typiquement un élément choquant incluant un usage de violence graphique et, parfois, d'autres thèmes coercitifs ou tordus.

### Épisode 1: Creativity
Ce premier épisode commence dans une cuisine dans laquelle se trouve le casting principal et mangeant leur petit-déjeuner. Un carnet de notes chantant apparaît et apprend aux personnages principaux à « être créatif », en prenant pour exemple des activités pour enfants. Le climax de l'épisode et dépiction exagérée de la « créativité » dans laquelle les marionnettes dansent de façon de plus en plus erratique et pratiquent différents actions dérangeantes comme recouvrir un cœur de paillettes et servir un gâteau fait de viscères, le tout accompagné de plans de caméra tremblante et d'une musique de plus en plus effrénée. La vidéo se termine sur une situation redevenue apparemment normale avec le carnet recommandant aux marionnettes de ne plus jamais être créatif.

### Épisode 2: Time
Les personnages principaux attendent le début de leur émission devant leur télévision. Une horloge, appelée Tony, prend vie et chante à propos du temps en expliquant ce qu'il faut faire en fonction des heures de la journée et comment il passe. Les protagonistes commencent à questionner la réalité du temps, ce qui a pour effet d'embêter Tony. Il accélère le passage du temps, vieillissant rapidement le casting et les faisant se décomposer vivants. Le personnage rouge vieillit et ses cheveux se teintent de gris, pendant que le canard et le personnage jaune pourrissent, le canard perdant même un œil. Il se trouve que les événements font partie d'une émission de télévision regardée par les trois amis, même si la fin implique que c'était réel, notamment par la présence d'un globe oculaire du canard à côté de la télévision. Les crédits de fin montrent les cheveux du personnage jaune avec des asticots se multipliant. Cet épisode introduit le père du personnage jaune : Roy.

### Épisode 3: Love
Lors d'un pique-nique avec le personnage jaune et rouge, le canard tue un papillon. Le jaune, en panique, grimpe à un arbre et est trouvé par un papillon nommé Shrignold. Ses amis et lui-même chantent à propos de l'amour, disant que l'amour véritable est à réserver à une « âme sœur ». Après une courte histoire avec pour héros « Michael, le garçon le plus seul de la ville », Shrignold présente le personnage jaune à Malcolm le « Roi de l'Amour » et leader d'un culte qu'ils vénèrent en le nourrissant de gravier. L'épisode prend une tournure plus malsaine quand le culte explique que le jaune doit oublier tous ses souvenirs et son nom. La vidéo se termine avec le personnage jaune se réveillant sur la branche du début. Ses amis lui apportent un œuf dur qui se fend et qui révèle une créature ressemblant à un ver et qui l'appelle « Père » avant d'être rapidement écrasé par le canard.

### Épisode 4: Technology
Les protagonistes jouent à un jeu de société. Ils expriment leur désir d’approfondir leurs connaissances sur le Monde. À ce moment, un globe du nom de Gilbert vient à la vie. Il s’apprête à leur chanter quelque chose, mais Colin, un ordinateur parlant, commence tout à coup à chanter à quel point il est intelligent, coupant la parole à Gilbert. Tout au long de la chanson, le personnage rouge exprime sa frustration face à ses questions qui restent systématiquement sans réponse et tape sur le clavier de Colin. Cela énerve Colin qui emmène les protagonistes dans le « monde digital ». Il chante alors à propos des « trois activités principales du monde digital » en montrant, dans l'ordre et dans différentes pièces, différents graphiques, de la mode digitale et de la danse digitale. Ils sont répétés jusqu'à ce que les pièces soient peuplées par des clones distordus de Colin, du personnage jaune et du canard. Le personnage rouge s'enfuit alors par une porte pour se trouver face à une équipe de tournage en costume en spandex filmant une recréation du premier épisode. Un membre de l'équipe technique referme un clap et la tête du personnage rouge explose en paillette.

### Épisode 5: Healthy Eating
Deux des protagonistes principaux, le personnage jaune et le canard, sont dans une cuisine. Ils ont l'air de ne pas comprendre que le personnage rouge n'est pas là, même s'ils sont conscients que quelque chose a changé. Plusieurs personnages dirigés par un steak donnent des conseils diététiques bizarres et à contresens dans une chanson. Elle est interrompue par deux fois par une sonnerie de téléphone. Le canard décroche, mais ne répond pas à ce qu'il entend sur la ligne. À un moment, il panique et fuit du plateau de tournage, faisant tomber la caméra au passage. Il se réveille dans une salle d'opération où une boîte de conserve géante dévore ses organes. Le personnage jaune continue à suivre la chanson et devient gonflé à force de ne manger que des conserves de viande siglées de l'image du canard. Un dernier coup de fil retentit alors qu'il est seul dans une cuisine sombre, mais contrairement à son ami, il refuse de répondre par peur de subir le même sort. Durant les crédits de fin, le personnage rouge est habillé d'une écharpe et d'un manteau, sortant d'une cabine téléphonique en portant une chemise, révélant que c'est lui qui appelait tout du long de l'épisode. Les créateurs affirment qu'un numéro apparaissant dans l'annuaire dans la vidéo a été appelé quelques secondes après la sortie de l'épisode, auquel ils ont d'abord répondu en prétendant être les personnages de la série.

### Épisode 6: Dreams
Le personnage jaune est au lit, pleurant parce que ses amis lui manquent. Alors qu'il essaye de dormir, une lampe chantant à propos des rêves apparaît. Malgré les protestations du personnage jaune, la lampe l'entraîne dans une séquence animée qui se termine par un rêve où le jaune se noie dans du pétrole. Il se réveille et s'aperçoit que la lampe a changé son matelas en ce dit pétrole. Le personnage rouge se réveille alors dans un bureau avec plusieurs autres personnages rouges portant des costumes. Il commence alors à chanter une chanson sur un dossier, mais les autres ne se montrent pas réceptifs. Plus tard, dans un bar, il chante le « Creativity song » de l'épisode 1. La foule le hue. Le personnage rouge remarque Roy dans la foule. Le micro et la radiocassette se transforment en marionnettes, puis il est transporté dans une salle sombre. Il suit la provenance des sons de la chanson sur les rêves qui sortent d'une machine avec des moniteurs montrant le personnage jaune. Le rouge presse des boutons, ce qui transforme la lampe en d'autres personnages, dont Tony et Colin. Roy tape sur l'épaule du rouge avec un bras allongé. Voyant le jaune devenant hagard face aux changements induits par la machine, le rouge décide de débrancher la machine. Une autre scène commence avec la recréation de l'épisode 1 avec les protagonistes d'une autre couleur s'accordant avec leurs couleurs préférées du-dit épisode. Le calendrier passe du 19 au 20 juin, puis un carnet de note aux yeux louchants commence à chanter la chanson sur la créativité, mais est coupé par la fin de l'épisode.

## Distribution

### Version originale
- Joe Pelling : Red Guy, Colin
- Baker Terry : Duck Guy, Yellow Guy, Tony the Talking Clock
- Becky Sloan : Sketchbook

## Production
Sloan et Pelling se sont rencontrés pendant leurs études de beaux arts et d'animation à l'Université de Kingston où ils ont lancé le collectif THIS IS IT avec quelques amis. Ils ont produit le premier épisode de Don't Hug Me I'm Scared dans leur temps libre et sans budget. Quand ils ont commencé, ils ont imaginé en faire une série, mais ont abandonné l'idée après avoir fini le premier épisode. Après que le court-métrage ait gagné en popularité, il a été décidé de continuer. Le programme Random Acts de Channel 4 a commandé le deuxième épisode. La série a vite attiré différents programmeurs traditionnels, mais Sloan et Pelling les ont refusés parce qu'ils « voulaient la garder bizarre » et « avoir la liberté de faire ce qu'ils voulaient »,.
En mai 2013, Sloan et Pelling ont annoncé le lancement d'une campagne de récolte de fonds sur Kickstarter pour filmer quatre nouveaux épisodes, un tous les trois mois et commençant à être diffusé en septembre 2014. Ils ont téléchargé une vidéo en basse qualité des personnages principaux pris en otage et séquestré contre une rançon. Un enfant de 12 ans a essayé de pirater des informations de cartes de crédit pour donner 35 000 £ à la campagne, mais il a été confondu et les fonds ont été refusés. L'objectif de 96 000 £ a été atteint le 19 juin 2014, et 104 935 £ ont été levées au total. Le vidéaste Thomas James Ridgewell dit TomSka est devenu producteur exécutif de la série en donnant 5 000 £ au projet.
Sloan et Pelling ont collaboré avec Lazy Oaf en janvier 2016 pour distribuer une ligne de vêtements basée sur les personnages et les thèmes de l'émission.

## Réception
Le court métrage original se développe en succès viral et la série est devenue culte. Les six épisodes ont accumulé 143,4 millions de vues sur Youtube au mois de juillet 2017. Scott Beggs a classé le court-métrage comme le 8e des 11 meilleurs courts de 2011. Carolina Mardones a classé le premier épisode 7e dans son top 10 des meilleurs courts de 2011. Il est également inclus dans le projet artistique Dismaland de l'artiste Banksy,. Tous les six épisodes ont été inclus au festival XOXO en septembre 2016.
Drew Grant du journal The Observer a écrit que les épisodes sont « horriblement cauchemardesques absolument magnifiques » et « confusant pour l'esprit »,. L'écrivain freelance Benjamin Hiorns a observé que « ce n'est pas le sujet qui rend ces films si attrayant, c'est l'imagination remarquable des décors et du design des personnages et l'identité britannique sous-jacente du tout »,. Joe Blevins de The A.V. Club a loué le « ratio entre ce qui est sensé et insensé » et la qualité de sa production. Samantha Joy de TenEighty a fait l'éloge du sixième épisode de la série, écrivant qu'il « crée une fin provocante à une histoire plutôt sur la création »,.

## Thèmes
Quand Joseph Pelling est interrogé sur la conception du métrage, il a dit que la raison était « comment ne pas enseigner quelque chose » et « comment un concept abstrait comme la créativité est plutôt stupide quand des personnes essaient de l'enseigner de manière limitée ». De plus, il remarque que les vidéos sont sujettes à interprétation que, même si des spectateurs arrivent à des conclusions différentes, elles peuvent être valides en tant que telles.
Un journaliste du journal étudiant Nouse a comparé l'attrait du premier épisode aux thèmes de la littérature gothique, argumentant qu'ils sont tous deux « liés à la même peur culturelle d'un subconscient se cachant derrière une façade de normalité »,. Dans le journal de l'Université Wesleyenne, appelé The Wesleyan Argus (en), un autre journaliste étudiant qualifia la série « d'exemple signifiant de l'ère de l'ésotérisme » et nota « qu'il se développe un méta-commentaire sur la relation entre le spectateur, la perception, le créateur, le participant et l'art (et peut-être la mort qui commence au premier épisode, mais ce que ce commentaire essaie de nous dire n'est pas totalement clair. Cependant, il est certain que la série prépare son aboutissement »,.

## Les créateurs
Becky Sloan et Joseph Pelling sont des designers en graphique, artistes et animateurs. Leurs publicités passent à travers des productions commerciales.
Leur production consiste en des vidéos, de l'art graphique, de l'animation, de la musique et le travail de matériaux de tous les jours pour les transformer en art. Ils ont gagné de multiples récompenses incluant le SXSW Midnight Shorts Award en 2012, et le ADC Young Guns (en) award en 2016.

## Futur
Le 13 septembre 2018, une vidéo sort sur YouTube sans autre explication, intitulée Wakey Wakey...,.
Le 19 juin 2022, la chaîne youtube d'origine sort une vidéo intitulée "FLY"; cette dernière annonce une diffusion télévisée pour septembre 2022 sur Channel 4.[source insuffisante]